# A Little Light Music
| Recensione       | Giudizio |
| ---------------- | -------- |
| Progarchives     |          |
| George Starostin | [ 1 ]    |

A Little Light Music è un doppio album live (ristampato su unico CD) della band progressive rock inglese Jethro Tull, pubblicato nel 1992.

## Il disco
Tutte le tracce dell'album sono prese dal tour europeo che i Jethro Tull effettuarono nel maggio 1992. Pezzi acustici e pezzi rock si alternano e si notano fortemente i seri problemi vocali di Anderson avuti dal tour di Under Wraps in poi. Probabilmente anche per questo motivo alcuni pezzi come Living in the past, Look Into the Sun, e Pussy Willow sono stati portati in scena esclusivamente strumentali.
Fra le varie tracce è stata inserita anche John Barleycorn, canzone tradizionale inglese resa famosa dai Traffic.

## Tracce
1. Someday the Sun Won't Shine for You (Atene, 13/14 maggio 1992) - 3:59
2. Living in the Past (Londra, 2 maggio 1992) - 5:07
3. Life Is a Long Song (Francoforte, 12 maggio 1992) - 3:37
4. Under Wraps (Zurigo, 6/7 maggio 1992) - 2:30
5. Rocks on the Road (Cesarea, 23 maggio 1992) - 7:04
6. Nursie (Mannheim, 5 maggio 1992) - 2:27
7. Too Old to Rock And Roll, Too Young to Die (Ankara, 16 maggio 1992) - 4:43
8. One White Duck (Praga, 10 maggio 1992) - 3:15
9. A New Day Yesterday (Graz, 9 maggio 1992) - 7:33
10. John Barleycorn (Atene, 13/14 maggio 1992) - 6:34
11. Look into the Sun (Cesarea, 23 maggio 1992) - 3:45
12. A Christmas Song (Cesarea, 23 maggio 1992) - 3:46
13. From a Dead Beat to an Old Greaser (Monaco di Baviera, 7 maggio 1992) - 3:51
14. This Is Not Love (Cesarea, 23 maggio 1992) - 3:53
15. Bourée (Berlino, 11 maggio 1992) - 6:06
16. Pussy Willow (Dortmund, 4 maggio 1992) - 3:31
17. Locomotive Breath (Gerusalemme, 21 maggio 1992) - 5:51

## Formazione
- Ian Anderson - voce, flauto traverso, chitarra acustica, mandolino, armonica, percussioni
- Martin Barre - chitarra, chitarra acustica
- Dave Pegg - basso, mandolino
- David Mattacks - batteria, piatti, glockenspiel, percussioni, tastiere